# Mine de Tent Mountain
 (mars 2025).
La mine de Tent Mountain est une mine à ciel ouvert de charbon située en Colombie-Britannique au Canada. Elle a fermé au début des années 1980.